# Georg Friedrich von Waldeck
Georg Friedrich von Waldeck teljes nevén Georg Friedrich von Waldeck-Eisenberg (Arolsen 1620. január 31. – Arolsen 1692. november 19.) német hadvezér, később hollandiai parancsnok.

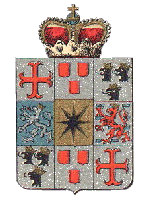
A Waldeck család címere

Waldeck ősei 12. századi német grófok. Édesapja IV. Wolrad waldeck-eisenbergi gróf, édesanyja Anna baden-durlachi őrgrófnő. A családban a harmadik gyerek volt.
Frigyes Vilmos brandenburgi választófejedelem seregében főgenerálisi tisztségig vitte, később a fejedelem egyik minisztere lett. Testvére Josias von Waldeck ezredesi rangban állt a brandenburgi hadseregben.

A brandenburgi hadakat irányított a lengyelek elleni északi háborúban (1655-60), amelyet Svédországgal szövetségben indítottak.

Lengyelország nagy részét megszállták, de a lengyelek Częstochowa alatt visszaverték a megszentelt kegyhelyet elfoglalni akaró svédeket. Ez felserkentette a csüggedt országot, amelynek oldalára állt az orosz cár, s segítségül jöttek a zaporozsjei kozákok és a krími tatárok.

Waldeck, Frigyes Vilmos és X. Károly Gusztáv svéd király vezette svéd-brandenburgi hadak legyőzték a háromnapos varsói csatában a lengyel-litván-tatár sereget. Ezzel szemben a lengyelek és a tatárok betörtek a hűbéres Hercegi Poroszországba (ugyanis az ország átállt a svédek oldalára). Waldeck vezette a svéd-porosz hadakat, melyek brandenburgi erőkkel és Bogusław Radziwiłł litván herceg néhány zászlóaljával egészültek ki. A lengyelek és a krími tatárok serege ellenben nagy győzelmet aratott Prostkennél Waldeck felett, kiküszöbölve a varsói fiaskót. Filipopównál ugyan Waldeck győzött, de ezzel nem ért el komolyabb sikert, mert eddigre már a svéd és német erőket Lengyelország jórészéről kiszorították.

1657-ben Brandenburg kiegyezett Lengyelország-Litvániával, ezért cserébe megkapta a Porosz Hercegséget. Waldeck ezután már a svédek ellen harcolt, s az osztrákokkal és a lengyelekkel közösen elűzte a svéd királyt Dániából.
Az északi háborút követően Magyarországon harcolt a törököken ellen. Raimondo Montecuccoli alatt Lipót Vilmos badeni őrgróffal a német-római sereget vezette. 1664. augusztus 1-jén részt vett a szentgotthárdi csatában. A csata során a Rába folyón át nyomuló törökök a hídfőállásukat biztosították, ami ellen Vilmos őrgróf támadásra adott parancsot. Az előrenyomuló németek azonban késve és eléggé rendezetlenül hajtották végre az ellentámadást, soraik összekeveredtek, ami miatt a törökök egy óriási rohammal szétverték őket. A birodalmi sereg így gyakorlatilag megsemmisült. Waldeck ellenben nem tétlenkedett, hanem összeszedte övéi maradékait és újra csatába irányította, amit végül megnyertek.
1683-ban ismét a török ellen harcolt, ezúttal részt vett az ostromlott Bécs felmentésében és a törökök vereségével végződött kahlenbergi csatában. Rövidesen III. (Orániai) Vilmos angol király szolgálatába állt aki Németalföld főkapitányává nevezte ki. Részt vett a franciák elleni fleurusi és walcourti ütközetekben, Leuzénél pedig Luxembourg marsalltól vereséget szenvedett.

## Külső hivatkozás
- Perjés Géza: A szentgotthárdi csata; Szentgotthárd monográfia, 1964